# Rete di telecomunicazione cellulare

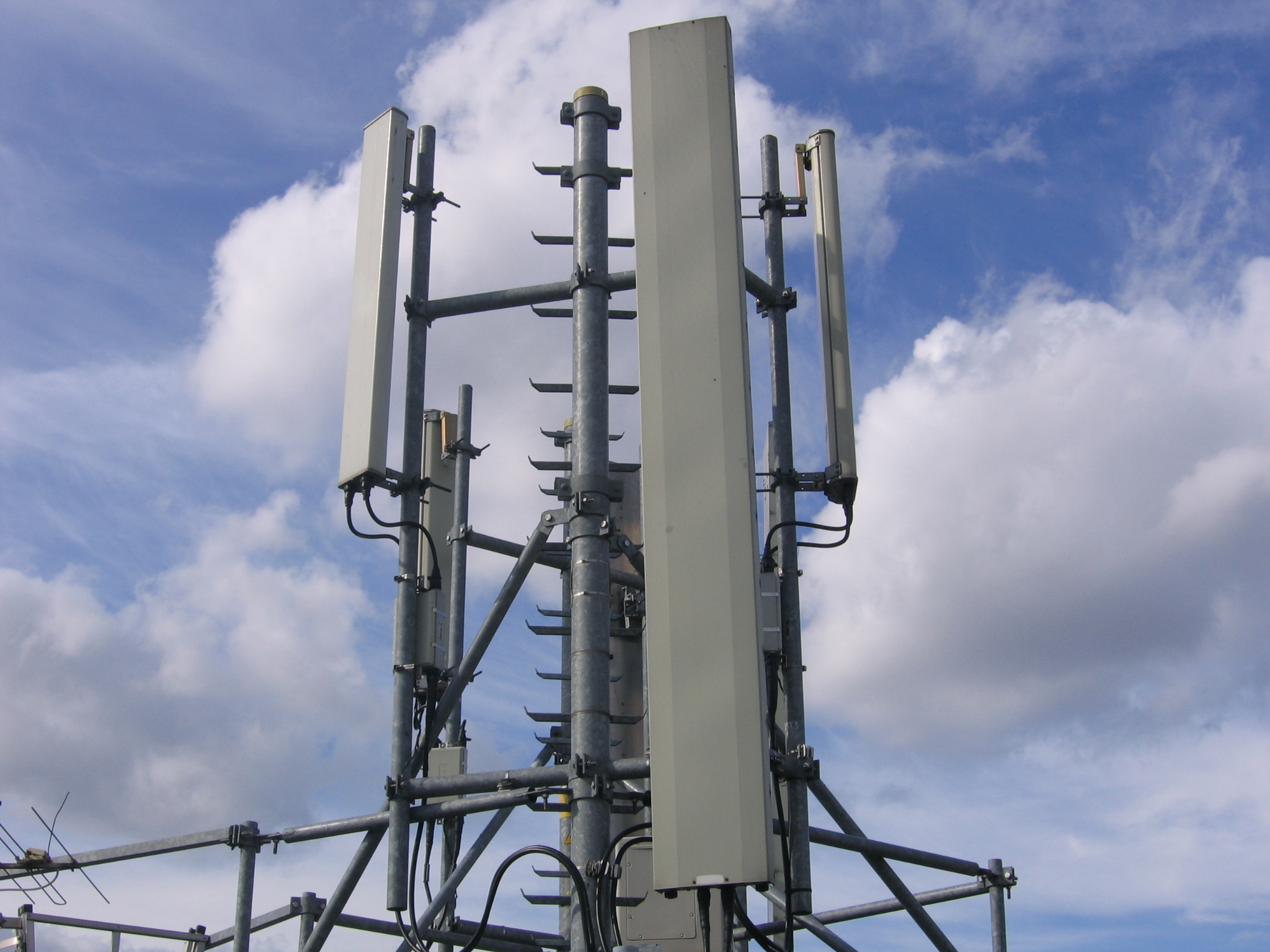
Stazione radio base

Una rete di telecomunicazione cellulare (anche rete cellulare o rete mobile) è una rete che permette la telecomunicazione in tutti i punti di un territorio suddiviso in aree di non grandi dimensioni, chiamate "celle" (da cui la definizione) per  la telefonia radiomobile cellulare, ognuna servita da una diversa stazione radio base.

## Descrizione

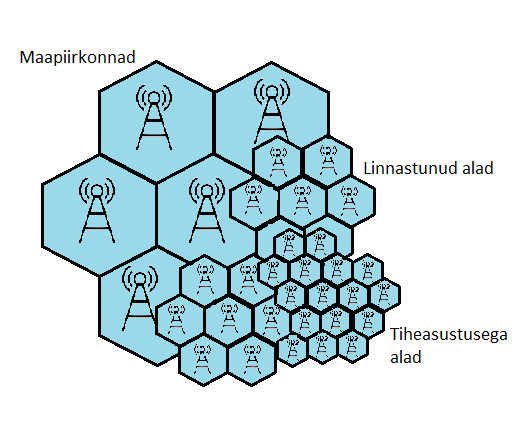
Esempio di copertura radio di una rete cellulare (suddivisione in celle con relative stazioni radiobase)

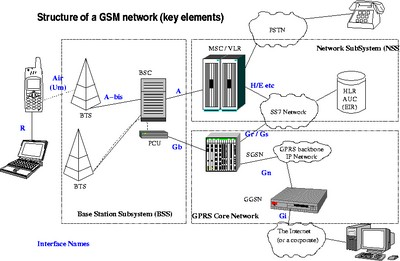
Architettura rete GSM

Architettura rete UMTS

Architettura rete LTE

Il termine cellulare fa riferimento al fatto che non è tecnicamente pensabile coprire un intero territorio con un vasto bacino d'utenza (ad esempio un'intera regione o nazione) con una singola stazione radio base a causa dell'enorme potenza elettromagnetica necessaria (e dei rischi elettromagnetici connessi) per la trasmissione del segnale da parte dei terminali mobili, delle condizioni non ideali di propagazione del segnale dovuti all'orografia del territorio e della rapida saturazione dello spettro elettromagnetico o banda radio finita e dedicata a tale servizio al crescere degli utenti serviti. È dunque necessario frazionare il territorio da coprire in tante celle o unità elementari di ricetrasmissione ciascuna con una propria stazione radio base di potenza ridotta, ma sufficiente a ricoprire in modo più o meno uniforme l'area racchiusa dalla cella stessa realizzando così una copertura cellulare.
Tale tecnica consente dunque l'abbattimento della potenza necessaria in trasmissione e l'implementazione del cosiddetto riuso di frequenza per ciascuna cella aumentando così notevolmente l'efficienza spettrale totale del sistema ovvero la capacità di sfruttare la banda radio dedicata al radiocollegamento a beneficio del numero totale di utenti servibili, della qualità di servizio offerto e del gestore di rete.
Per aumentare ulteriormente il riuso di frequenza si ricorre usualmente alla tecnica della settorizzazione di cella ovvero all'utilizzo di antenne direzionali che, operando un filtraggio spaziale, coprono ciascuna un certo settore angolare della cella e a cui è assegnata l'intera banda assegnata alla cella. Si realizza così contemporaneamente un accesso multiplo alle risorse di rete in uplink ed una multiplazione in downlink dette a divisione di spazio (SDMA/SDM) combinata con la classica FDMA/FDM dovuta all'allocazione statica di bande di frequenza diverse tra le varie celle.
Altra caratteristica dei sistemi cellulari è la loro flessibilità di esercizio ovvero la capacità di evolversi ed adattarsi nel tempo alle mutabili esigenze di traffico ovvero richieste di servizio da parte di nuovi utenti grazie all'ulteriore frazionamento e introduzione di nuove celle (cell splitting) e stazioni radio base aumentando ancora una volta il riuso di frequenza e quindi l'efficienza spettrale totale del sistema.
In generale le tecniche sopraesposte finalizzate al riuso di frequenza, ovvero settorizzazione di cella e cell splitting, sono comunemente adottate nei centri urbani in funzione della densità abitativa dove, essendo la necessità di traffico da smaltire sensibilmente maggiore, il numero di celle (e quindi il numero di stazioni radio base) ed il numero di settori per cella (e quindi il numero di antenne per BTS) è maggiore e con un'area di copertura inferiore rispetto a quanto accade invece nelle zone rurali scarsamente abitate ovvero con meno utenti da servire.
In alcuni sistemi radiomobili sono possibili le cosiddette "stazioni di rilancio" ovvero stazioni di ricetrasmissione che hanno funzionalità logica e fisica di ripetitori trasparenti verso le stazioni radiobase vere e proprie tramite radiocollegamenti altamente direttivi ed utilizzate come estensione di copertura radio delle stazioni radio-base o per aumentare la banda disponibile all'utente con incremento della velocità di trasmissione offerta specie nel caso di zone densamente abitate o dove il servizio è particolarmente richiesto.
La rappresentazione grafica ideale che si fa di un sistema cellulare è quella di una maglia continua a 'celle esagonali'; l'esatta forma della cella di copertura è in realtà 'circolare' nel caso ideale di assenza di disturbi nella radiopropagazione, più irregolare nel caso reale di presenza di ostacoli e/o disturbi fisici. Nella realtà le celle di copertura spesso sono parzialmente sovrapposte tra loro per evitare buchi di copertura del segnale.
Un fattore limitante di tali tecniche e tali sistemi è la presenza di interferenza tra celle adiacenti cui abitualmente si ovvia con la suddivisione del territorio in gruppi di celle o cluster i quali si spartiscono la banda radio dedicata in modo tale che celle adiacenti non trasmettano con la stessa frequenza portante.
A differenza però dei sistemi radio classici limitati dal rumore, al quale è possibile ovviare con l'aumento della potenza in trasmissione, ovvero agendo sul rapporto segnale/rumore, nonostante gli accorgimenti presi, i sistemi cellulari rimangono comunque dei sistemi limitati dall'interferenza residua tra celle, che dipende tanto dalla mutua relazione tra le frequenze usate dalle varie celle quanto dalla rispettiva potenza utilizzata in trasmissione e per la quale è definibile un rapporto portante/interferenza.
Un sistema cellulare è caratterizzato dunque da una parte dall'interfaccia radio tra terminale mobile e stazione radio ricevente (BTS) che rappresenta la rete di accesso e caratterizzata da un meccanismo/protocollo di accesso multiplo, dall'altra dal nucleo interno di rete (core network) cablato deputato alla commutazione verso altre stazioni radio base ovvero verso terminali in altre celle oppure verso altre reti di telefonia cellulare di altri operatori, verso la rete telefonica fissa, sia pubblica che privata, ed infine la rete Internet, rappresentando dunque la rete di trasporto.
Una chiamata da un terminale ad un altro terminale passa attraverso la ricezione della stazione radiobase della cella di competenza di sorgente per poi essere instradata, attraverso opportuni sistemi, su rete cablata verso la stazione radiobase della cella destinataria che provvede infine a terminarla al terminale di destinazione.
A livello logico, per sopperire a tutte le funzionalità di comunicazione richieste da una rete mobile cellulare, è necessario dunque un sistema che si occupa di gestire la chiamata telefonica con l'interfaccia radio (generalmente detto BSC Base Station Controller), posto generalmente nei pressi della BTS sotto le sembianze di un grande armadio, e di un dispositivo di commutazione che si occupa di instradare eventualmente la chiamata da e verso la Rete telefonica fissa, da e verso le reti mobili cellulari di altri operatori o eventualmente il traffico dati da e verso la Rete Internet (generalmente detto MSC Mobile Switching Center).
Ciascuna cella di copertura mantiene comunque una capacità di servizio (traffico smaltito) finita ovvero è finito il numero di utenti contemporaneamente servibili in virtù della saturazione delle risorse cioè lo spettro radio disponibile con qualsiasi tecnica di multiplazione adottabile. In altri termini la capacità di servizio può andare in blocco e non accettare ulteriori utenti. Il dimensionamento della rete tiene conto di un traffico richiesto (traffico offerto) medio e non di traffico di punta evitando così sprechi di risorse a prezzo però di una certa probabilità di blocco o rifiuto di servizio.
Parametri prestazionali di una rete cellulare sono dunque, oltre all'efficienza spettrale, la probabilità dell'errore Pe, la probabilità di outage Po ovvero di indisponibilità del servizio di rete dovuta all'aleatorietà della radiopropagazione e la probabilità di blocco Pb.

### Vantaggi
I vantaggi di sistemi simili sono essenzialmente i vantaggi derivanti dalle tecnologie wireless ovvero la riduzione del cablaggio (assenza nell'accesso) e dei costi associati per il gestore cui si aggiunge il vantaggio della mobilità del servizio offerto agli utenti.

### Ambienti di radiopropagazione
Nell'ambito delle reti cellulari si identificano diversi ambienti di radiopropagazione, ciascuno descritto da un opportuno modello di propagazione e relativi parametri di attenuazione del segnale (path loss); tali ambienti sono:
- ambiente (modello) urbano: caratterizzato da edifici che spesso interrompono la linea di vista tra stazione radio-base e terminali mobili, tipico dunque delle aree urbane e cittadine;
- ambiente (modello) semi-urbano: caratterizzato da edifici e agglomerati sparsi su un territorio misto a zone non edificate quali terreni ed aree incolte, tipico delle zone periferiche prospicienti i nuclei urbani;
- ambiente (modello) rurale: caratterizzato da vaste aree poco o non edificate e/o coperte da vegetazione, tipico dunque delle aree di campagna e montane.

### Copertura del segnale
Il livello di copertura e potenza del segnale in trasmissione/ricezione dipende dunque dal modello/ambiente di radiopropagazione del segnale, in particolare dalla posizione reciproca tra terminale mobile e stazione radiobase, più o meno vicina/lontana o mascherata da ostacoli fisici in linea di vista ottica durante la propagazione del segnale (ad es. gli edifici/strutture completamente metalliche risultano totalmente schermanti).

### Interallacciamento con sistemi satellitari
Le moderne reti cellulari hanno la possibilità di essere interallacciate con le reti satellitari ad esempio per coprire buchi di copertura delle reti terrestri o mancanze nella rete di trasporto con effetti di complementarità. Sono possibili infatti diversi collegamenti satellitari tra stazione radio base e satellite e da questo verso un'altra stazione radio base come ponte radio in sostituzione della tratta di trasporto cablata a terra.

## Funzionalità

Logo GSM

### Funzionalità della stazione radio-base
Ciascuna stazione radiobase, oltre a instaurare e mantenere una connessione con l'utente per tutta la durata del servizio di comunicazione richiesto espletando tutte le funzionalità di ricetrasmissione, deve inviare costantemente un opportuno segnale all'interno della propria cella di copertura in modo da segnalare la presenza ovvero la disponibilità del servizio offerto dall'operatore ai vari terminali mobili di utenza presenti nella suddetta cella. Il terminale in ricezione misurerà il livello di potenza di tale segnale fornendo all'utente i ben noti livelli di campo presenti.

### Funzionalità del terminale mobile

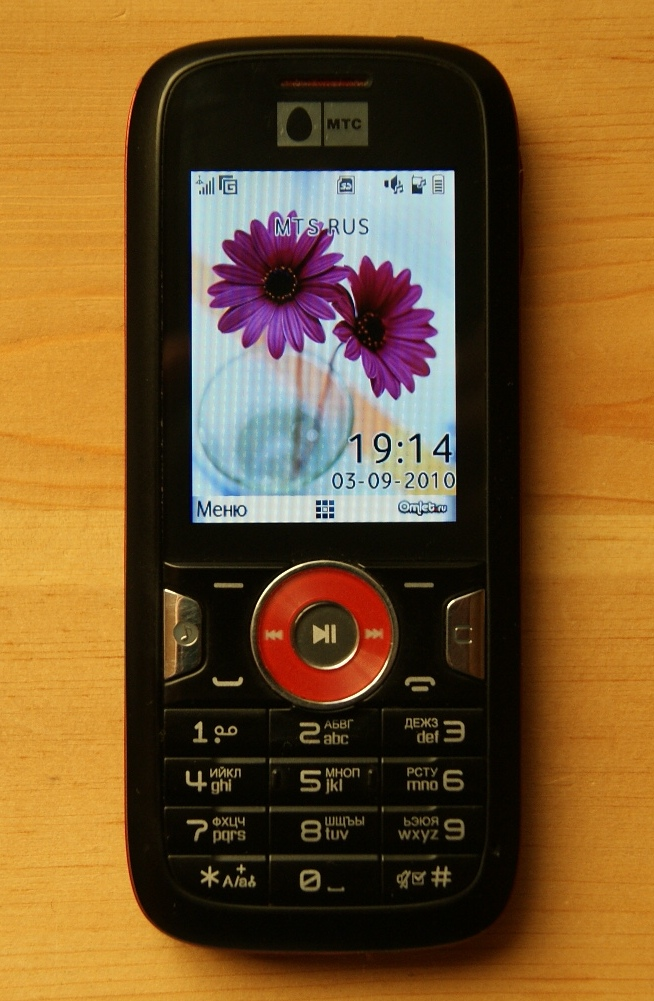
Telefono cellulare

Un terminale mobile o telefono cellulare oltre alle funzioni di ricetrasmissione deve presentare anche le seguenti funzionalità:
- potersi sincronizzare e agganciare sia alla frequenza della cella di appartenenza sia (caso GSM) temporalmente con il time-slot o trama dedicata all'utente all'interno della banda della cella durante il radiocollegamento. Tipicamente a livello logico tale procedura è attuata dopo la misurazione dei livelli di potenza del segnale inviato dalle varie stazioni radiobase di celle limitrofe e la scelta di quella a potenza maggiore per massimizzazione del rapporto segnale/rumore ovvero dunque della qualità della trasmissione. Dal punto di vista elettronico-circuitale tale funzionalità di sincronizzazione e aggancio è realizzata con l'ausilio di circuiti PLL.
- segnalare periodicamente alla stazione radiobase della cella di appartenenza la sua presenza attraverso il codice identificativo (dell'utente, del cellulare, della scheda SIM) per consentire il roaming ovvero essere rintracciato all'interno della stessa rete di un operatore o da parte di reti cellulari di altri operatori. Tali informazioni d'utente finiscono poi memorizzate dinamicamente in un database a disposizione dell'intera rete.
- adattare il livello di potenza emesso durante una trasmissione in funzione dell'effettiva distanza dalla stazione radiobase della rispettiva cella di copertura limitando così il contributo in interferenza sulle celle limitrofe co-canali e migliorando l'efficienza del consumo energetico oppure in funzione delle reali condizioni di radiopropagazione presenti. Questa funzionalità è resa possibile dalla misura costante del livello di potenza del segnale con la stazione radiobase. Ne consegue che il consumo di potenza (somma di contributo di trasmissione e contributo di pre-elaborazione) di un cellulare durante una trasmissione dipende dalla distanza dalla stazione radiobase all'interno della cella di copertura, ed è maggiore in trasmissione che in ricezione dove è necessaria solo l'energia necessaria per l'elaborazione.
- praticare l'handover ovvero il cambio di cella (cell switching) e di conseguenza del canale di comunicazione quando si sposta nell'area di copertura di un'altra cella senza interrompere la comunicazione. Anche questa funzionalità comporta la misura costante del livello di potenza del segnale pervenuto da stazioni radiobase delle celle limitrofe e l'aggancio alla cella di destinazione al superamento di una certa soglia prefissata di potenza rispetto a quella del segnale della cella di origine. Segue poi la sincronizzazione nel tempo e la segnalazione del proprio identificativo per il roaming. Alcuni sistemi di telefonia cellulare consentono l'aggancio ad altre celle limitrofe rispetto a quella di residenza anche quando il traffico in questa cella è troppo elevato per essere supportato garantendo così una maggiore disponibilità di servizio.
- se la comunicazione è di tipo digitale il terminale mobile dovrà operare le consuete codifiche di sorgente e codifiche di canale in trasmissione e le rispettive codifiche inverse (decodifiche) in ricezione. Inoltre in ogni caso dovrà provvedere anche alla cifratura dei dati in trasmissione e alla rispettiva decifratura in ricezione per garantire la riservatezza o confidenzialità della comunicazione sul mezzo radio che è un mezzo condiviso e facilmente accessibile a tutti.
- i moderni terminali radiomobili hanno inoltre le capacità di agganciarsi ai vari sistemi di comunicazione radiomobile disponibili su un territorio, grazie a procedure di switching automatico da un sistema all'altro e a più dispositivi di ricetrasmissione, cioè avere dunque disponibili più forme di connettività in funzione della qualità stimata della trasmissione nei vari sistemi rilevati e/o dei costi. Queste funzionalità sono a loro volta rese possibili dall'interoperabilità tra le tecnologie wireless esistenti grazie ad opportune procedure di handover da un sistema ad un altro che tentano il più possibile di mantenere in vita una stessa sessione di navigazione, pur variando le specifiche di qualità di servizio della trasmissione passando da un sistema all'altro.

Molte di queste funzionalità di controllo, segnalazione e gestione sono garantite attraverso l'uso o appoggio a canali logici di segnalazione o controllo. Inoltre trattandosi di una rete non solo a livello fisico, ma anche a livello logico l'insieme delle funzionalità logiche svolte sono descritte all'interno di una tipica architettura di rete a strati.

## Progettazione
In telecomunicazioni, nel contesto dei sistemi di comunicazione radiomobili, la pianificazione radiomobile (in inglese RF planning and optimization) è il processo di assegnazione di frequenze, posizionamento dei trasmettitori e dei parametri di un sistema di comunicazione wireless per fornire una copertura ed una capacità sufficienti per offrire i servizi richiesti. La modellazione di reti radiomobili cellulari, trunked, Wi-Fi o MANET, dipende da questi aspetti fondamentali. Il piano RF di un sistema di comunicazione ha due obiettivi: copertura e capacità. La copertura si riferisce all'impianto geografico all'interno del sistema che ha una potenza del segnale RF sufficiente a fornire una sessione di chiamata / dati. La capacità si riferisce alla capacità del sistema di sostenere un dato numero di partecipanti. Capacità e copertura sono correlate: per migliorare la copertura, la capacità deve essere sacrificata, mentre per migliorare la capacità, la copertura dovrà essere sacrificata. Il processo di Pianificazione RF consiste in quattro fasi principali.

## Standard
Esempi di reti radiomobili cellulari sono il TACS, il GSM, l'UMTS, l'LTE. Tappe intermedie e miglioramenti nei servizi di connettività sono stati il GPRS e l'EDGE per il GSM e l'HSPA per l'UMTS. Possono essere considerate reti a copertura cellulare anche i sistemi Wi-Fi e Wi-Max rispettivamente a piccola e a grande scala pur con le rispettive differenze in termini di protocolli di comunicazione e architettura di rete.
Le chiavi del successo di un sistema o rete cellulare risiedono principalmente nell'interfaccia radio tra il terminale mobile e la stazione radio base ovvero nello schema di multiplazione/accesso multiplo adottato (FDM/FDMA, TDM/TDMA, CDM/CDMA, OFDM) e al parallelo uso di schemi di modulazioni più performanti; tali scelte sono vincolanti sull'efficienza spettrale del sistema ovvero dunque sulla banda e sui canali disponibili all'utente e condiziona quindi sia il numero massimo di utenti servibili sia la velocità di trasmissione di ciascun utente, da cui strettamente dipende l'accesso a servizi di trasferimento dati a banda larga quale la connessione alla rete Internet da parte delle moderne reti radiomobili. La scelta del nucleo di rete è una conseguenza del tipo e prestazioni dell'interfaccia radio nonché della tipologia di servizi offerti all'utente. Sotto questo punto di vista la storia dei sistemi cellulari è una continua evoluzione o miglioramento dell'interfaccia radio e/o del nucleo interno di commutazione di rete.
In particolare il TACS è stato il primo sistema cellulare a trasmissione analogica e commutazione di circuito nella core network, il GSM il primo sistema cellulare a trasmissione digitale e commutazione di circuito, il GPRS il primo sistema cellulare digitale a commutazione di pacchetto. Tutte le moderne reti cellulari offrono servizi integrati di telefonia e trasporto dati multimediali ovvero connettività alla rete telefonica ed alla rete Internet.